# The Hip Hop Dance Experience
The Hip Hop Dance Experience é um jogo de dança para Wii e Xbox 360, publicado pela Ubisoft. É uma continuação da franquia The Experience, um spin-off da série Just Dance.

## Jogabilidade
O jogo inclui recursos como níveis de dificuldade ajustáveis (Newbie, Mack Skills e Go Hard, com a versão Wii usando uma dificuldade pré-selecionada das três), avatares de jogadores com mais de 100 acessórios, além de muitos modos de jogo, incluindo Dance  Party, Dance Battle, Dance Marathon, Power-Skooling e outros desafios para um ou vários jogadores. Dance Party dá ao jogador uma opção de quarenta músicas para escolher, Dance Battle tem dois ou mais jogadores realizando movimentos de dança para aumentar suas próprias pontuações enquanto tentam tirar pontos dos outros, Dance Marathon é um fluxo interminável de músicas que testa o jogador resistência e Power-Skooling permite ao jogador aperfeiçoar passos de dança icônicos passo a passo.  Os coreógrafos deste jogo são Laurieann Gibson, Dave Scott e Kid David.

## Tracklist
O setlist é composto por 40 músicas. Observe que os seguintes são da versão do Xbox 360.
| Música                  | Artista                                    | Ano  |
| ----------------------- | ------------------------------------------ | ---- |
| "1 Thing"               | Amerie                                     | 2005 |
| "1, 2 Step"             | Ciara Feat. Missy Elliott                  | 2005 |
| "Airplanes"             | B.o.B Feat. Hayley Williams                | 2010 |
| "Bad Girls"             | M.I.A.                                     | 2012 |
| "Blow the Whistle"      | Too Short                                  | 2006 |
| "B.O.B"                 | Outkast                                    | 2000 |
| "Creep"                 | TLC                                        | 1994 |
| "Danger (Been So Long)" | Mystikal Feat. Nivea                       | 2000 |
| "Day 'n' Nite"          | Kid Cudi                                   | 2008 |
| "Down"                  | Jay Sean Feat. Lil Wayne                   | 2009 |
| "Drop It Like It's Hot" | Snoop Dogg Feat. Pharrell Williams         | 2004 |
| "Funkdafied"            | Da Brat                                    | 1994 |
| "Got Your Money"        | Ol' Dirty Bastard Feat. Kelis              | 1999 |
| "Hard"                  | Rihanna Feat. Jeezy                        | 2009 |
| "Hip Hop Hooray"        | Naughty by Nature                          | 1993 |
| "Hot in Herre"          | Nelly                                      | 2002 |
| "If It Isn't Love"      | New Edition                                | 1988 |
| "Ignition (Remix)"      | R. Kelly                                   | 2003 |
| "International Love"    | Pitbull Feat. Chris Brown                  | 2011 |
| "It Takes Two"          | Rob Base and DJ E-Z Rock                   | 1988 |
| "It's Tricky"           | Run–D.M.C.                                 | 1987 |
| "Lean Back"             | Terror Squad Feat. Fat Joe & Remy Ma       | 2004 |
| "Lollipop"              | Lil Wayne Feat. Static Major               | 2008 |
| "Look at Me Now"        | Chris Brown Feat. Busta Rhymes & Lil Wayne | 2011 |
| "Me and U"              | Cassie                                     | 2006 |
| "Moment 4 Life"         | Nicki Minaj Feat. Drake                    | 2010 |
| "Over"                  | Drake                                      | 2010 |
| "Rapper's Delight"      | The Sugarhill Gang                         | 1979 |
| "Replay"                | Iyaz                                       | 2009 |
| "Return of the Mack"    | Mark Morrison                              | 1996 |
| "Run It!"               | Chris Brown Feat. Juelz Santana            | 2005 |
| "Say Aah"               | Trey Songz Feat. Fabolous                  | 2010 |
| "Sexy and I Know It"    | LMFAO                                      | 2011 |
| "She Wants to Move"     | N.E.R.D                                    | 2004 |
| "So Good"               | B.o.B                                      | 2012 |
| "Tipsy"                 | J-Kwon                                     | 2003 |
| "Vivrant Thing"         | Q-Tip                                      | 1999 |
| "Wild Ones"             | Flo Rida Feat. Sia                         | 2011 |
| "Work Hard, Play Hard"  | Wiz Khalifa                                | 2012 |
| "You're a Jerk"         | New Boyz                                   | 2009 |

1. 1 2 3 4 5 6 7 8 9 10  Disponível apenas na versão Xbox 360.

## Recepção
O Metacritic deu uma nota de 72/100 para a versão de Xbox 360

## Referência
1. ↑  «Ubisoft revela The Hip-Hop Dance Experience para Wii e Xbox 360». TechTudo. Consultado em 1 de março de 2023
2. ↑  «The Hip Hop Dance Experience». Metacritic (em inglês). Consultado em 1 de março de 2023